# Nissan Pino
Der Nissan Pino ist ein Kei-Car-Modell der japanischen Automobilmarke Nissan, welches zwischen 2007 und 2010 nur in Japan angeboten wurde.

## Motor
Angetrieben wird der Pino von einem 54 PS (40 kW) starken Vierzylindermotor mit einem Hubraum von 658 cm³. Die Schaltung läuft über ein Drei-Gang-Automatikgetriebe oder wahlweise über ein Fünf-Gang-Getriebe. Das Fahrzeug verfügt über Allradantrieb.
Die im Jahre 2005 in Japan eingeführte Abgasnorm konnte Nissan mit dem Pino mit bis zu 50 Prozent weniger als vorgeschrieben unterschreiten. Dadurch nannten sie sich kurzzeitig „derzeit gesündester Kleinwagen Japans“.

## Ausstattung
Optisch knüpft sich der Pino an den des Nissan Be-1 an. Das Interieur ist beim Pino jedoch hochwertiger. Er bietet ein Navigationssystem, eine Lederausstattung, ein CD-Radio mit Surround-Sound-System und einen CD-Wechsler. Als besonderes Extra wird ein Schiebe- oder Sonnendach angeboten.